# Leuchtfeuer Hubertsberg
Das Leuchtfeuer Hubertsberg ist ein Warnfeuer an der Kieler Bucht auf Marine-Gelände östlich der zur Gemeinde Panker im Kreis Plön in Schleswig-Holstein gehörenden Ortschaft Hubertsberg.
Der runde weiße Turm trägt eine rote Laterne mit rundem Flachdach und dient der Marine bei Schießbetrieb als Warnfeuer, das die Schifffahrt in den Schießgebieten zwischen Todendorf und Putlos mit gelben oder roten Blitzsignalen warnt. 

## Kette von Warnfeuern der Bundesmarine
Das Warnfeuer ist Bestandteil einer Kette von insgesamt sechs Türmen in diesem Gebiet (von  West nach Ost):

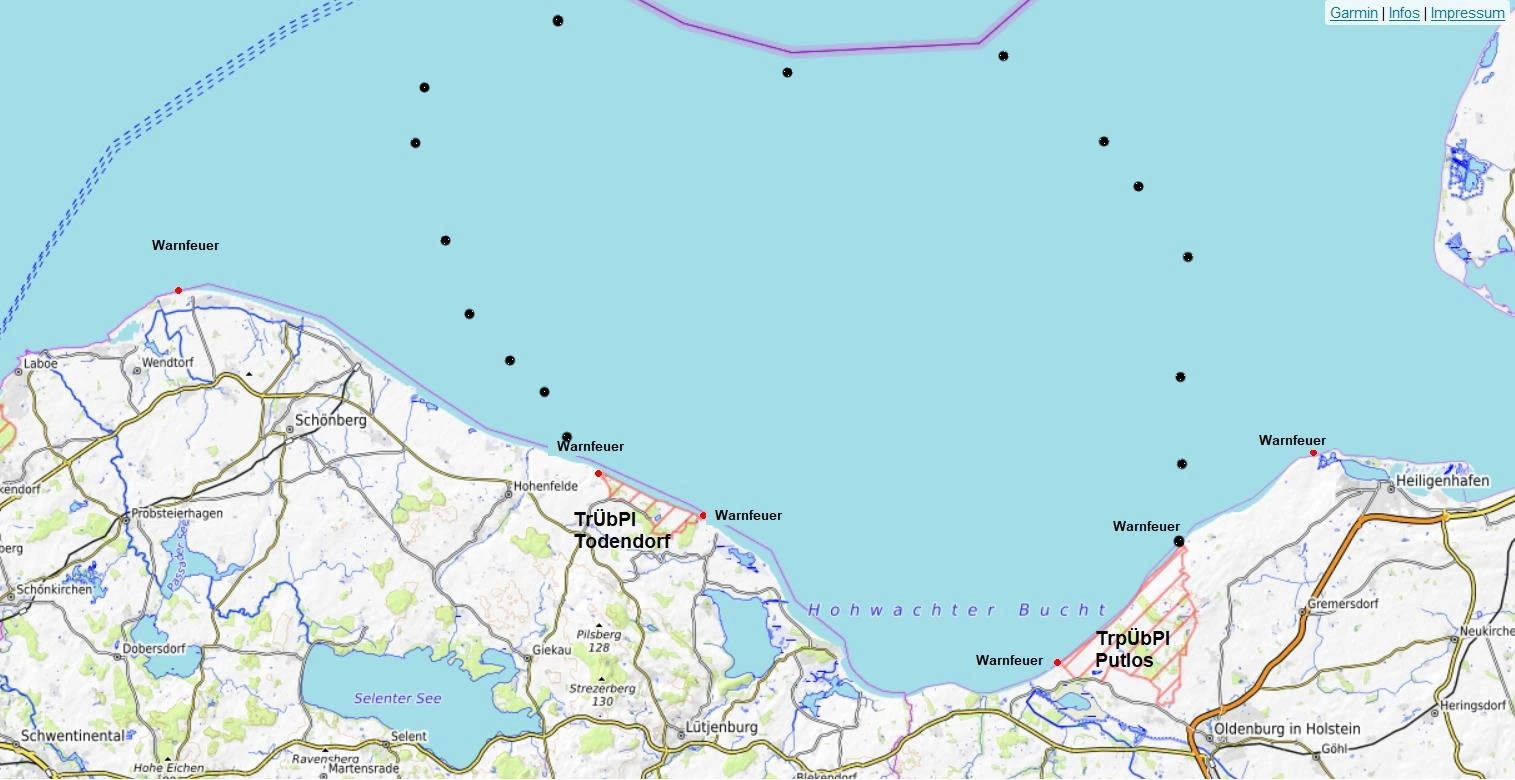
Lage der Warnfeuer an der Küste der Hohwachter Bucht

- Leuchtfeuer Heidkate
- Leuchtfeuer Hubertsberg
- Leuchtturm Neuland
- Leuchtfeuer Wessek
- Leuchtfeuer Blankeck
- Leuchtfeuer Heiligenhafen[4]